# Прушинские
Прушинские (пол. Pruszyński) — графский и дворянский род.
Род герба Равич, восходящий к XVI в.
Станислав Прушинский († в 1796 г.) был каштеляном житомирским, а Антон († в 1800 г.) стольником великим коронным.
Род Прушинских внесён в VI часть родословной книги Волынской губернии.
Польские роды Прушинских пользовались также гербами Любич, Наленч, Огончик и Побог. Кроме того, род Прушинских, герб которых внесён в Часть 20 Общего гербовника дворянских родов Всероссийской империи, стр. 109.